# Liopygus pseudosuturalis
Liopygus pseudosuturalis är en skalbaggsart som beskrevs av Yves Gomy 2006. Liopygus pseudosuturalis ingår i släktet Liopygus och familjen stumpbaggar. Inga underarter finns listade i Catalogue of Life.